# Listen to My Heart
Listen to My Heart es el primer álbum japonés de BoA. Estrenado en 2002, debutó en el número uno de las listas de Oricon durante la Copa Mundial de la FIFA 2002, organizada por Corea y Japón. También alcanzó el número doce en las listas anuales de Japón de 2002. Permaneció en las listas de Oricon por noventa y un semanas. Este álbum es el primero de BoA contribuido a través de la escritura y la composición.

## Lista de canciones
Todas las letras escritas por sí, toda la música compuesta por sí. 
| Listen to My Heart |                                                             |                                                 |                              |                                             |          |  |
| N.º                | Título                                                      | Letras                                          | Música                       | Arreglo                                     | Duración |  |
| 1.                 | «Listen to My Heart»                                        | Natsumi Watanabe                                | Kazuhiro Hara                | Kazuhiro Hara                               | 3:57     |  |
| 2.                 | «Power»                                                     | Maki Mihara                                     | Ken Harada                   | Ken Harada                                  | 4:10     |  |
| 3.                 | «Every Heart: Minna no Kimochi»                             | Natsumi Watanabe                                | Bounceback                   | h•wonder                                    | 4:33     |  |
| 4.                 | «Don't Start Now»                                           | Yoo Young Jin, Yuko Ebine (Letras japonesas)    | Peter Rafeison, Jeff Vincent | Peter Rafeison, Jeff Vincent, Yoo Young Jin | 4:55     |  |
| 5.                 | «Kimochi wa Tsutawaru»                                      | Shin Youn Ah                                    | Bounceback                   | Akira                                       | 4:23     |  |
| 6.                 | «Share Your Heart (With Me)»                                | Yuko Ebine                                      | Tetsuya Muramatsu            | Akira                                       | 4:37     |  |
| 7.                 | «Dreams Come True»                                          | Maki Mihara                                     | Ken Harada                   | Ken Harada                                  | 4:55     |  |
| 8.                 | «Amazing Kiss»                                              | Bounceback                                      | Bounceback                   | Ken Harada, Bounceback                      | 4:34     |  |
| 9.                 | «Happiness»                                                 | Maho Fukami                                     | Maho Fukami                  | Ken Harada                                  | 4:33     |  |
| 10.                | «ID; Peace B»                                               | Yoo Young Jin, Mai Matsumuro (Letras japonesas) | Yoo Young Jin                | Yoo Young Jin, Ken Harada                   | 3:34     |  |
| 11.                | «Nobody But You»                                            | Natsumi Watanabe                                | Kosuke Morimoto              | Akira                                       | 3:46     |  |
| 12.                | «Nothing's Gonna Change»                                    | BoA, Natsumi Watanabe                           | BoA                          | Kai                                         | 5:23     |  |
| 13.                | «Listen to My Heart [Hex Hector Main Mix: English Version]» | Natsumi Watanabe                                | Kazuhiro Hara                | Kazuhiro Hara                               | 4:10     |  |
| 14.                | «The Meaning of Peace»                                      | Tetsuya Komuro                                  | Tetsuya Komuro               | Tetsuya Komuro, Max Matsuura                | 5:01     |  |
| 1:01:38            |                                                             |                                                 |                              |                                             |          |  |

## Ventas de Oricon
| Lanzamiento         | Lista                | Mejor posición | Ventas de la primera semana | Ventas totales |
| ------------------- | -------------------- | -------------- | --------------------------- | -------------- |
| 13 de marzo de 2002 | Oricon Daily Charts  | 1              |                             |                |
| 13 de marzo de 2002 | Oricon Weekly Charts | 1              | 230,590                     | 1,000,000      |
| 13 de marzo de 2002 | Oricon Yearly Charts | 12             |                             |                |

- Datos: Q495780